# 傑克·貝格曼
傑克·貝格曼（英語：Jack Bergman，1947年2月2日—）是美国密西根州的共和黨籍政治人物、美国海军陆战队退役中將，現任密西根州第一國會選區聯邦眾議員。他曾在美國海軍陸戰隊擔任航空兵，擁有西佛羅里達大學的企業管理碩士學位。2016年，他當選為密歇根州第一國會選區的聯邦眾議員。

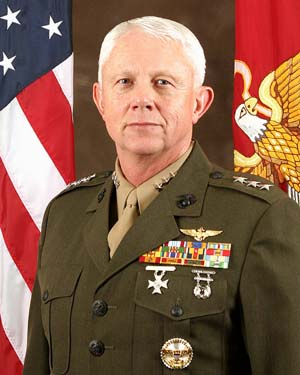
贝格曼中將軍裝照